# Sylvia Mattl-Wurm
Sylvia Mattl-Wurm (* 20. August 1954 in Wien) ist eine österreichische Historikerin und Kunsthistorikerin. Sie war ab Mitte 2004 bis Ende 2018 als Nachfolgerin von Walter Obermaier Direktorin der Wienbibliothek im Rathaus in Wien. 

## Leben
Sylvia Mattl-Wurm studierte Geschichte an der Universität Wien. Nach ihrer Promotion war sie zunächst wissenschaftliche Mitarbeiterin des Bundesdenkmalamtes. 1983 kam sie zum Historischen Museum der Stadt Wien. Sie war an der Konzeption und Organisation zahlreicher Ausstellungen beteiligt und arbeitete im Wien Museum zuletzt als Kuratorin für Kunstgewerbe und Registrarin.
Sylvia Mattl-Wurm war mit dem am 25. April 2015 verstorbenen Historiker Siegfried Mattl verheiratet.
Im Dezember 2018 ging sie als Leiterin der Wienbibliothek im Rathaus in Pension, im März 2019 wurde Anita Eichinger zu ihrer Nachfolgerin bestellt.

## Publikationen
- Schön, gesund und sittlich rein. Die Entsexualisierung des weiblichen Körpers durch Hygiene und Frauenbewegung. In: Aufbruch in das Jahrhundert der Frau? Rosa Mayreder und der Feminismus in Wien um 1900. Ausstellungskatalog des Historischen Museums 1989
- Das Bad. Körperkultur und Hygiene im 19. und 20. Jahrhundert. Wien: Museen der Stadt Wien 1991 (Red.)
- Wien, wo der Tod auch nicht mehr zu Hause ist. In: Bilder vom Tod. Ausstellungskatalog des Historischen Museums 1992
- Vom Scheitern der Moderne im Wiener Museumswesen. In: Politik der Präsentation. Museum und Ausstellung in Österreich 1918–1945. Hg. von Herbert Posch und Gottfried Fliedl. Wien 1996
- Wahrhaftige Gesichter? Die Totenmaskensammlung des Historischen Museums der Stadt Wien. In: Ausstellungskatalog Ebenbilder. Kopien von Körper-Modellen des Menschen. Hg. von Jan Gerchow. Ruhrlandmuseum Essen 2001
- Kreative Dichte/Creative density. In: Wiener Silber. 1780–1914. Ausstellungskatalog Neue Galerie New York/ Kunsthistorisches Museum Wien 2003/2004
- Gerhard Fritsch an der Wiener Stadt- und Landesbibliothek. In: Gerhard Fritsch. Schriftsteller in Österreich. Hg. von Stefan Alker und Andreas Brandtner. Wien: Sonderzahl 2005
- Das Gedächtnis der Stadt. 150 Jahre Wienbibliothek im Rathaus. Wien: Oldenbourg 2005. ISBN 978-3-486-58080-8 (hg. gemeinsam mit Julia Danielczyk und Christian Mertens)

## Mitarbeiterin und Kuratorin bei Ausstellungen
- Traum und Wirklichkeit. Künstlerhaus 1985
- Biedermeier und Vormärz in Wien. Künstlerhaus 1990
- Gastarbajteri. Arbeitsmigration in Österreich gestern und heute. Wien Museum 2004[2]

## Auszeichnungen
- 2019: Goldenes Ehrenzeichen für Verdienste um das Land Wien[3]